# Zöld csörgőkígyó
A zöld csörgőkígyó (Trimeresurus gumprechti) egyedülálló a csörgőkígyók között, mivel ázsiai faj. Ragyogó zöld színe jellegzetes külsőt kölcsönöz neki. Miután egy mekong-deltai kutatás során rájuk találtak, egy rózsaszín  százlábú, egy csíkos nyúl, valamint egy 11 millió éve kihaltnak hitt sziklapatkány társaságában, a felfedezés pontos helyét titokban tartották, nehogy gyűjtők s vadorzók özönöljék el. Fontos óvni az ökoszisztémát, különben ez az állat és még sok élőlény kihalhat. A kutatáson 279 új halfaj, 88 pók, 88 béka, 22 kígyó (többek közt ez is) valamint 15 új emlős került elő. Mint minden rokonának, ennek a fajnak is erős a mérge.

## Előfordulása
Kína, Laosz, Mianmar, Thaiföld és Vietnám területén honos.

## Viselkedése
A zöld csörgőkígyó általában békés állat. Támadni csak élelemszerzés céljából, illetve olyankor szokott, amikor valaki fizikailag zaklatja. A csörgőkígyófélékre jellemző csörgő hangot is ilyenkor szokta hallatni. A zöld csörgőkígyó életének nagyobbik részét a sziklák között rejtőzködve tölti.

## Külső jellemzői
Nagy fejű, viszonylag vastag állat. Hasonló a guatemalai pálmaviperához. 2002-ben fedezték fel. Evolúciós értelemben véve fejlett faj. A faj szerepel az IUCN Vörös Listáján. Az első csörgőkígyók akkor kezdtek kifejlődni, amikor még virágzott a megafauna, vagyis hatalmas állatok (mamutok, óriáslajhárok, kardfogú tigrisek stb.) csatangoltak bolygónkon.